# Sergio Peña
Sergio Fernando Peña Flores, född 28 september 1995 i Lima i Peru, är en peruansk fotbollsspelare som spelar för PAOK.

## Karriär
Den 4 augusti 2021 värvades Peña av Malmö FF, där han skrev på ett 3,5-årskontrakt. Peña gjorde allsvensk debut den 14 augusti 2021 i en 3–2-förlust mot IFK Göteborg, där han blev inbytt i den 54:e minuten men en halvtimme senare fick utgå efter en skada. I juli 2024 förlängde Peña sitt kontrakt fram över säsongen 2025.
Peña var med och vann Allsvenskan med Malmö FF 2021, 2023 och 2024. Han var även med när Malmö FF säkrade förstaplatsen i Svenska Cupen år 2022 samt 2024.
Under början av 2025 så stod det klart att Peña lämnade Malmö FF för den grekiska klubben PAOK. Debuten i Grekland skedde den 26 januari i en 1-0 vinst mot klubben Levadiakos. Peña blev utbytt efter 52 minuters spel.

## Rättslig historik
Peña blev den 14 Juni 2023 dömd till villkorlig dom i Malmö tingsrätt för grovt rattfylleri och olovlig körning samt 50 timmars samhällstjänst.

## Meriter
Malmö FF
- Allsvenskan: 2021, 2023, 2024
- Svenska Cupen: 2021/2022, 2023/2024